# Emma Castelnuovo
Emma Castelnuovo (Roma, 12 dicembre 1913 – Roma, 13 aprile 2014) è stata un'insegnante e matematica italiana, figlia del matematico Guido Castelnuovo.
Ha dato significativi contributi alla didattica della matematica, rivoluzionando completamente il modo di insegnare la materia (e in modo particolare la geometria euclidea). Ha collaborato a lungo con Bruno de Finetti.

## Biografia
Laureatasi in matematica nel 1936 con una tesi sulla geometria algebrica, inizia a lavorare come bibliotecaria presso l'Istituto matematico dell'Università di Roma, che oggi porta il nome del padre. Nell'agosto del 1938 vince la cattedra di insegnante di scuola media ma, essendo di religione ebraica, alcuni giorni dopo viene sospesa dal servizio a causa delle leggi razziali. Dal 1939 al 1943 insegna nella scuola israelitica. Nel 1943 la famiglia Castelnuovo sfugge ai rastrellamenti nazisti rifugiandosi presso amici, ospedali, istituti religiosi.
Reintegrata al servizio solo dopo la guerra insegna presso la scuola media Torquato Tasso di Roma fino al 1979. Nel 1944 fonda l'Istituto Romano di Cultura matematica che organizza conferenze per insegnanti, attivo fino al 1949. Nel frattempo, stimolata dallo zio Federigo Enriques, legge Les Éléments de Géometrie di Clairaut del 1741, che la induce a modificare radicalmente il proprio modo di insegnare la matematica e in particolare la geometria.
Nel 1948 pubblica la prima di varie edizioni del libro Geometria intuitiva. Nel 1951 entra a far parte della CIEAEM (Commissione internazionale per lo studio e il miglioramento dell'insegnamento della matematica), fondata l'anno prima da Caleb Gattegno. Della commissione Emma Castelnuovo sarà anche presidente dal 1979 al 1981. Per tutta la vita, oltre all'insegnamento sempre nella stessa scuola, svolge una continua attività di ricerca in didattica della matematica, con collaborazioni sia in Italia che all'estero, che ha prodotto oltre cento articoli sulle più importanti riviste del settore.
Anche i suoi testi di didattica sono stati tradotti in altre lingue e usati nelle scuole, specialmente dei paesi di lingua spagnola. Nel 1978 e nel 1980 viene inviata dall'UNESCO in Niger per insegnare in una classe corrispondente alla terza media italiana. È sepolta nel cimitero del Verano, a Roma, assieme al padre e alla madre, Elbina Enriques Castelnuovo.
Muore a Roma per cause naturali il 13 aprile 2014 all’età di 100 anni.

## La didattica
La didattica di Emma Castelnuovo è caratterizzata da un approccio che parte dall'osservazione e che mette al centro l'allievo:
(Geometria intuitiva)
Uno dei risultati più noti del suo modo di insegnare sono le esposizioni di matematica in cui venivano esposti cartelloni e "apparecchi matematici" creati dai suoi allievi durante le lezioni - un'esposizione del genere fu prodotta anche al termine della sua esperienza in Niger.

## Opere
- Geometria intuitiva per le scuole medie inferiori, Roma, Carabba, 1949; Firenze, La Nuova Italia, 1952; 1959.
- I numeri - La via della matematica (Aritmetica pratica), Firenze, La Nuova Italia, 1962 (riedizioni fino al 1970).
- La Geometria - La via della matematica (Geoemtria intuitiva), La Nuova Italia, Firenze 1949 (riedizioni fino al 1970).
- Didattica della matematica, Firenze, La Nuova Italia, 1963.
- Documenti di un'esposizione matematica. "Da bambini a uomini", Torino, Boringhieri, 1972.
- Matematica nella realtà, con Mario Barra, Torino, Boringhieri, 1976.
- La matematica, Firenze, La Nuova Italia, 1979.
- Pentole, ombre, formiche. In viaggio con la matematica, Scandicci, La Nuova Italia, 1993. ISBN 88-221-1165-6.
- L'officina matematica. Ragionare con i materiali. Le lezioni della più grande ricercatrice italiana di didattica della matematica, Molfetta, La Meridiana, 2008. ISBN 978-88-6153-046-1.